# Olivier Bilé
Pour les articles homonymes, voir Bilé (homonymie).
Olivier Bilé est un enseignant d'université, documentaliste et homme politique camerounais né le 16 avril 1967. Actif dans le milieu des médias, il dépose sa candidature pour prendre part à l'élection présidentielle du 7 octobre 2018 au Cameroun, mais sa candidature sera rejetée par le Conseil Constitutionnel.

## Biographie

### Débuts
Olivier Bilé est né le 16 avril 1967 à Doumé.

### Carrière
Olivier Bile enseigne à l'ESSTIC de Yaoundé. Il a effectué des travaux de documentaliste à la CRTV - dont Otéo l'Africain - et se passionne pour l'ouvrage Monnaie, Servitude et Liberté de Joseph Tchuidjang Pouémi et de la vie et des œuvres de Mandela et Nkrumah qu'il considère comme ses mentors.
Il a été candidat à l’élection présidentielle camerounaise de 2011.

### Publications
Il est l'auteur de plusieurs ouvrages,: 
- Les télévisions africaines face au défi de la modernité ; l'expérience de la CRTV
- La démocratie africaine reste mal partie... ; rectifions le tir !  aux éditions L'harmattan
- La démocratie africaine reste mal partie...   aux éditions Editions L'harmattan